# Dichromorpha
Genre
Synonymes
Clinocephalus Morse, 1896
Dichromorpha est un genre d'insectes orthoptères de la famille des Acrididae, de la sous-famille des Gomphocerinae et de la tribu des Orphulellini. Les espèces sont trouvées en Amérique du Nord et en Amérique Latine.

## Espèces
- Dichromorpha australis Bruner 1900
- Dichromorpha elegans (Morse 1896)
- Dichromorpha prominula (Bruner 1904)
- Dichromorpha viridis (Scudder 1862) - type